# Lógica universal
A lógica universal é o campo da lógica, que estuda características comuns de todos os sistemas lógicos, apontando ser para a lógica o que a álgebra universal é para a álgebra. Um número de abordagens para a lógica universal têm sido propostos desde o século vinte, usando o modelo teórico e abordagens categóricas.

## Desenvolvimento
As raízes da lógica universal podem voltar tanto no tempo, como alguns trabalhos de Alfred Tarski no início do século vinte, porém a noção moderna foi apresentada pela primeira vez na década de 1990 pela Swiss, lógico Jean-Yves Béziau. O termo 'lógica universal" também tem sido separadamente usado pelos lógicos, tais como Richard Sylvan e Ross Brady para se referir a um novo tipo de lógica relevante (fraca).
No contexto definido por Béziau, três abordagens principais para a lógica universal têm sido exploradas em profundidade:
- um modelo abstrato da teoria do sistema axiomatizado por Jon Barwise,[5]
- uma  abordagem topológica/categórica baseada em esboços (às vezes chamada de modelo de teoria categórica),[6]
- uma abordagem categórica originando em Ciência da computação com base em Goguen e Burstall's noção de instituição.[7]

Enquanto a lógica tem sido estudada por séculos, Mossakowski comentou em 2007 que "é vergonhoso que não há aceitação ampla da definição formal de uma "lógica". Essas abordagens da lógica universal, assim, com o intuito de abordar e formalizar a natureza do que pode ser chamado de 'lógica', como forma de "som de raciocínio".

## Congressos Mundiais e Escolas na Lógica Universal
Desde 2005, Béziau vem organizando congressos mundiais e escolas sobre a lógica universal. Esses eventos reúnem centenas de pesquisadores e estudantes no campo e oferecem cursos e palestras sobre pesquisas em uma ampla quantidade de assuntos. Tradicionalmente, os congressos têm um concurso e um orador cuja identidade só é revelada quando se começa a falar.
- Primeiro Congresso Mundial e Escola sobre a Lógica Universal, de 26 de março a 3 de abril de 2005, Montreux, Suíça. Os participantes incluíram Béziau, Dov Gabbay e David Makinson. (Palestrante secreto: Saul Kripke.)
- Segundo Congresso Mundial e Escola sobre a Lógica Universal, 16 a 22 de agosto de 2007, Xi'an, China.
- Terceiro Congresso Mundial e Escola sobre a Lógica Universal, de 18 a 25 de abril de 2010, Lisboa, Portugal. (Palestrante secreto: Jaakko Hintikka.)
- Quarto Congresso Mundial e Escola sobre a Lógica Universal, de 29 de março a 7 de abril de 2013, no Rio de Janeiro, Brasil.
- Quinto Congresso Mundial e Escola sobre a Lógica Universal, de 20 a 30 de junho de 2015, em Istambul, Turquia.

## Publicações no campo
Um jornal dedicado ao campo, Logica Universalis, com Béziau como editor-chefe começou a ser publicado pela Birkhäuser Basileia (uma marca da Springer), em 2007. Springer também começou a publicar uma série de livros sobre o tema, Estudos em Lógica Universal, com Béziau como editor de série.
Uma antologia intitulada Lógica Universal foi publicado em 2012, dando uma nova luz sobre o assunto.